# Пампушко Ярослав Юрійович
Ярослав Пампушко (нар. 11 листопада 2001, м. Бар, Вінницька область, Україна) — український волейболіст, який грає на позиції ліберо у львівському ВК «Барком-Кажани» в польській Плюс Лізі.

## Життєпис
Народжений 11 листопада 2001 року в м. Барі.
Випускник Барської школи № 1, вихованець Вінницької обласної СДЮСШ (тренерка — Світлана Скорбатюк). Грав у клубах ВСК «МХП-Вінниця» (2019-2021), ВК «МХП-Вінниця» (2021-2023). Влітку 2023 року уклав угоду на три сезони з львівським ВК «Барком-Кажани», що виступає в польській Плюс Лізі.

## Досягнення

### Клубні
Україна 
- Срібний призер Вищої Ліги України: 2019-2020.

### У збірній
- Чемпіон Євроліги: 2024.

### Індивідуальні
- Найкращий захисник Кубка Претендентів 2024.